# Gambia Bird
Gambia Bird Ltd. war eine gambische Fluggesellschaft mit Sitz in Serekunda-Kanifing und eine Tochtergesellschaft der ehemaligen deutschen Fluggesellschaft Germania.

## Geschichte
Gambia Bird wurde 2012 gegründet und nahm den Flugbetrieb am 22. Oktober 2012 auf der Route von Banjul nach Dakar auf. Die Fluggesellschaft bot Verbindungen innerhalb Westafrikas und nach Europa an. Gambia Bird war zu 90 % im Besitz der deutschen Fluggesellschaft Germania. Das Management als auch das Personal kamen größtenteils aus Deutschland.
Gambia Bird stellte den Flugbetrieb am 30. Dezember 2014 mit sofortiger Wirkung ein. Als Begründung wurde der Rückgang von Buchungen sowie der Ausbruch der Ebolafieber-Epidemie genannt.
Als Konsequenz der Betriebseinstellung musste die Germania rund 20 Millionen Euro abschreiben und geriet dadurch in finanzielle Schieflage. Nach deren Insolvenz im Jahr 2019 leitete der Insolvenzverwalter Ermittlungen gegen die ehemalige Geschäftsführung aufgrund umstrittener Aktivitäten rund um Gambia Bird ein.

## Flugziele
Gambia Bird bediente von ihrer Basis auf dem Banjul International Airport hauptsächlich Ziele im westafrikanischen Raum. Ab dem 24. Oktober 2012 wurde in Europa regelmäßig London, und ab dem 28. Oktober 2012 auch Barcelona angeflogen. Für die Zukunft waren Flüge nach Lagos und Douala geplant gewesen, für die aber bis zum Einstellen des Flugbetriebs keine Genehmigung der Behörden vorlag.
Aufgrund der Ebolafieber-Epidemie stellte Gambia Bird am 27. August die Flüge nach London ein. Am 22. Oktober 2014 wurde zudem bekannt, dass das britische Transportministerium Gambia Bird die Lizenz für Flüge nach London entzog.

## Flotte
Die Flüge der Gambia Bird wurden von Flugzeugen der Germania Express im Wetlease durchgeführt. Auch die Wartung des Fluggerätes übernahm Germania Technik in Berlin. Als der Flugbetrieb Ende 2014 eingestellt wurde, bestand die Flotte aus einem Airbus A319-100, geplant war der Einsatz eines Airbus A321-200, der aber nicht mehr zum Einsatz kam.